# Grote ransuil
De grote ransuil (Asio stygius) is een uil uit de familie van de (typische) uilen Strigidae. De uilen uit het geslacht Asio hebben veertjes op de kop die lijken op de oren bij zoogdieren.

## Verspreiding en leefgebied
- A. s. stygius: van oostelijk Bolivia tot noordelijk en zuidoostelijk Brazilië en noordoostelijk Argentinië.
- A. s. lambi: De hooglanden van westelijk Mexico (zuidwestelijk Chihuahua tot Jalisco).
- A. s. robustus: van zuidelijk Mexico (Guerrero en Veracruz) tot Venezuela en Ecuador.
- A. s. siguapa: Cuba en Isla de la Juventud.
- A. s. noctipetens: Hispaniola en Île de la Gonâve.
- A. s. barberoi: Paraguay en noordelijk Argentinië.

## Status
De grootte van de populatie is in 2008 geschat op 50-500 duizend volwassen vogels. Op de Rode lijst van de IUCN heeft deze soort de status niet bedreigd.